# Anna Risi
Anna Risi, surnommée Nanna, est une romaine, qui a été au xxe siècle le modèle de plusieurs peintres importants. Elle a été pendant plusieurs années, la maîtresse et la muse d'Anselm Feuerbach.

## Biographie
Anna Risi est l'épouse d'un simple cordonnier du quartier des artisans de Trastevere à Rome. Elle a déjà posé pour différents peintres, comme Richard G. Dorment ou Frederic Leighton, lorsque Feuerbach la rencontre en mars ou en avril 1860. Il écrit qu'elle est le modèle qu'il cherchait pour son Iphigénie ou pour son Banquet de Platon. Elle est une réincarnation de la beauté antique, avec son profil grec, ses cheveux noirs; une silhouette altière. Feuerbach est tellement fasciné par elle qu'il en fait 28 portraits en six ans. Ils la montrent le plus souvent les yeux baissés, dans une pose mélancolique. C'est également elle qui est son modèle pour nombreuses représentations féminines historiques ou mythologiques, figures de la beauté antique et de la Renaissance, telles que Médée, Iphigénie, Myriam, Juliette out Bianca Cappello.
Anna Risi devient son amante, dans une relation entravée par la syphilis dont souffre le peintre. En 1865, elle le quitte. Elle le revoit à Rome en 1866, mais il a alors pour modèle Lucia Brunacci, qu'il entretient.
« Hier, son prédécesseur m'a abordé dans des circonstances très réduites », l'artiste écrit, « mais je lui ai simplement fait signe de loin ».
On sait peu de choses du reste de sa vie. Elle continue à poser pour des peintres étrangers. Albert Hertel (de), influencé par Feuerbach, qui vit également à Rome après 1863, fait en 1866 une étude d'après elle. Dans la Staatliche Kunsthalle Karlsruhe, deux portraits la représentent, un de Ferdinand Keller et un autre de Nathanael Schmitt (de) datant de 1874.

## Galerie

Portraits par Frederic Leighton
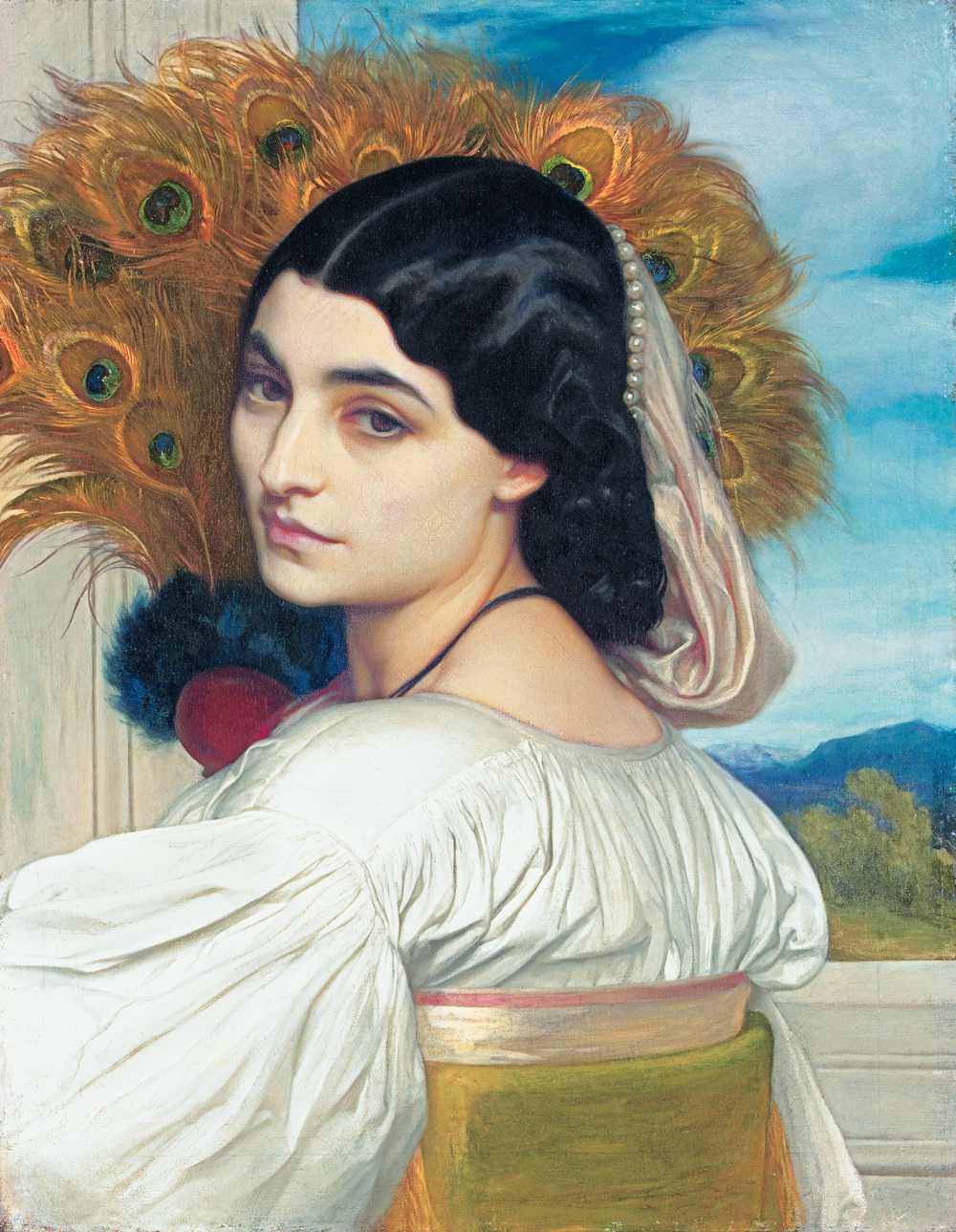
Pavonia (1858/1859)
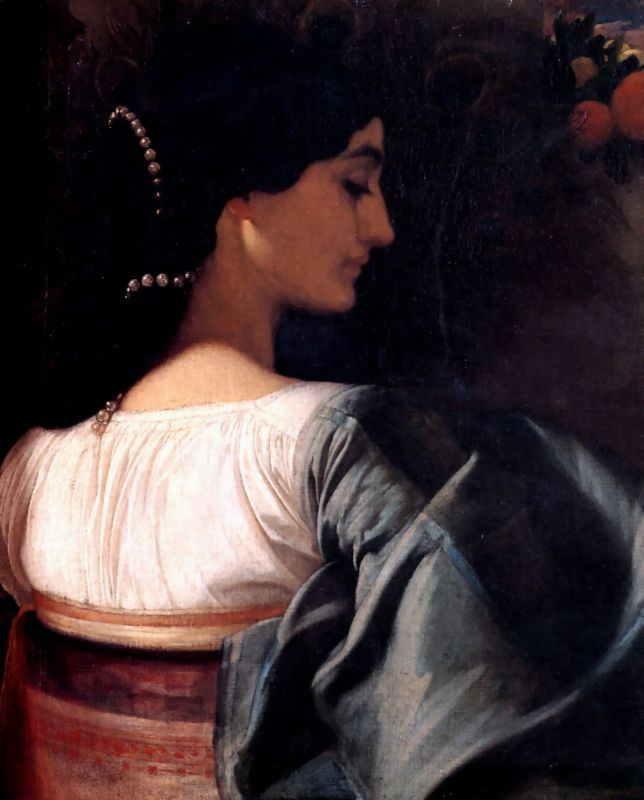
Une dame italienne (1859)
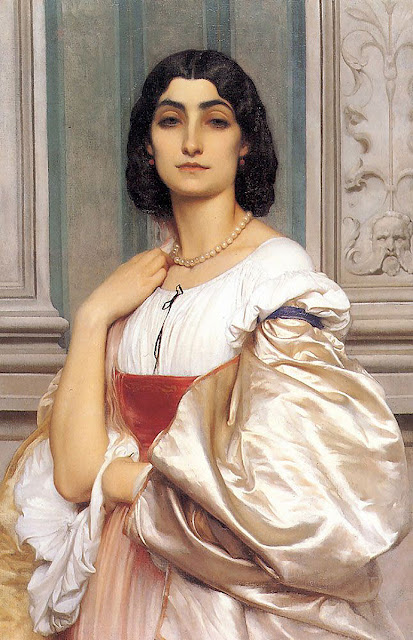
Une dame romaine (1858)

Portraits par Anselm Feuerbach
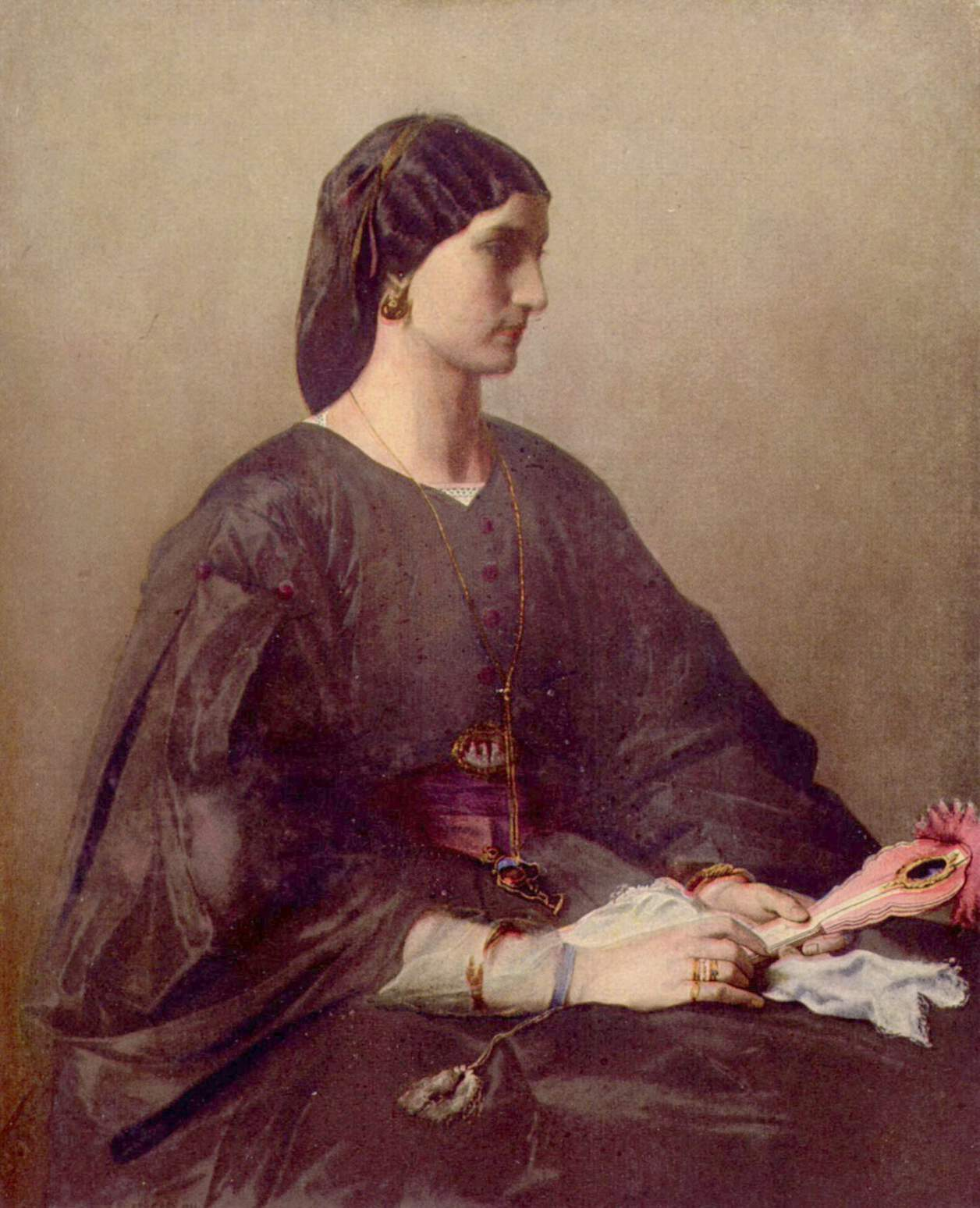
Portrait d'une femme
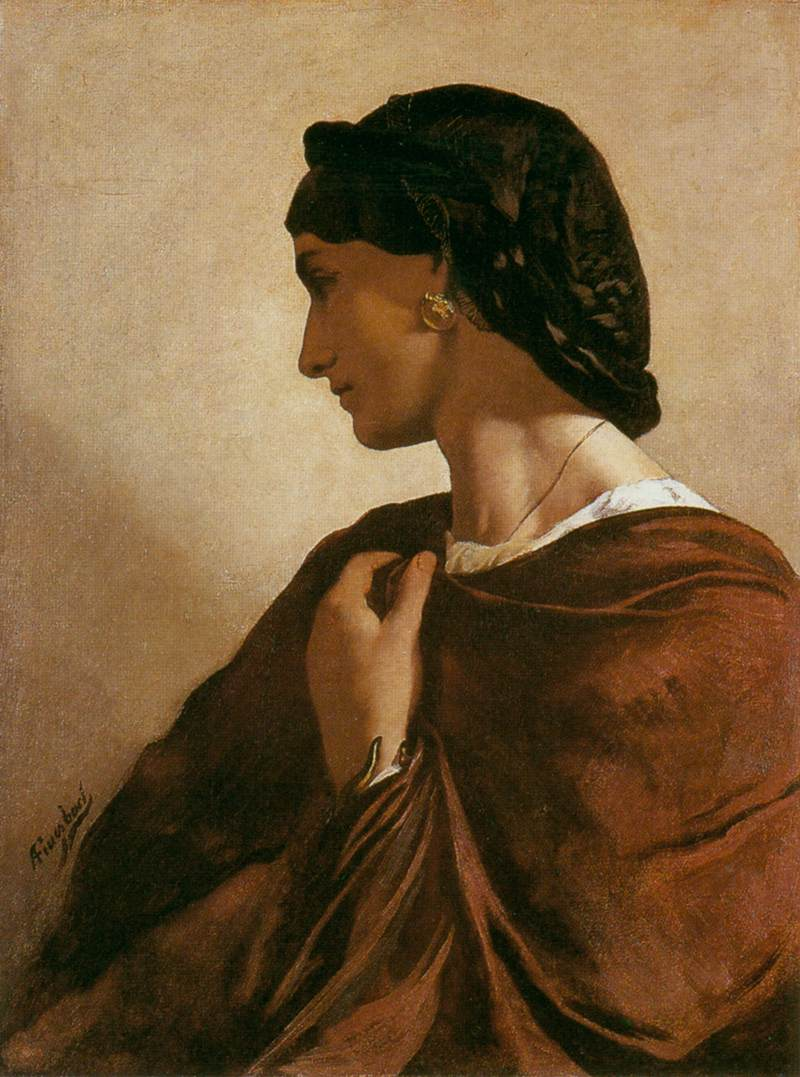
Nanna (vers 1861)
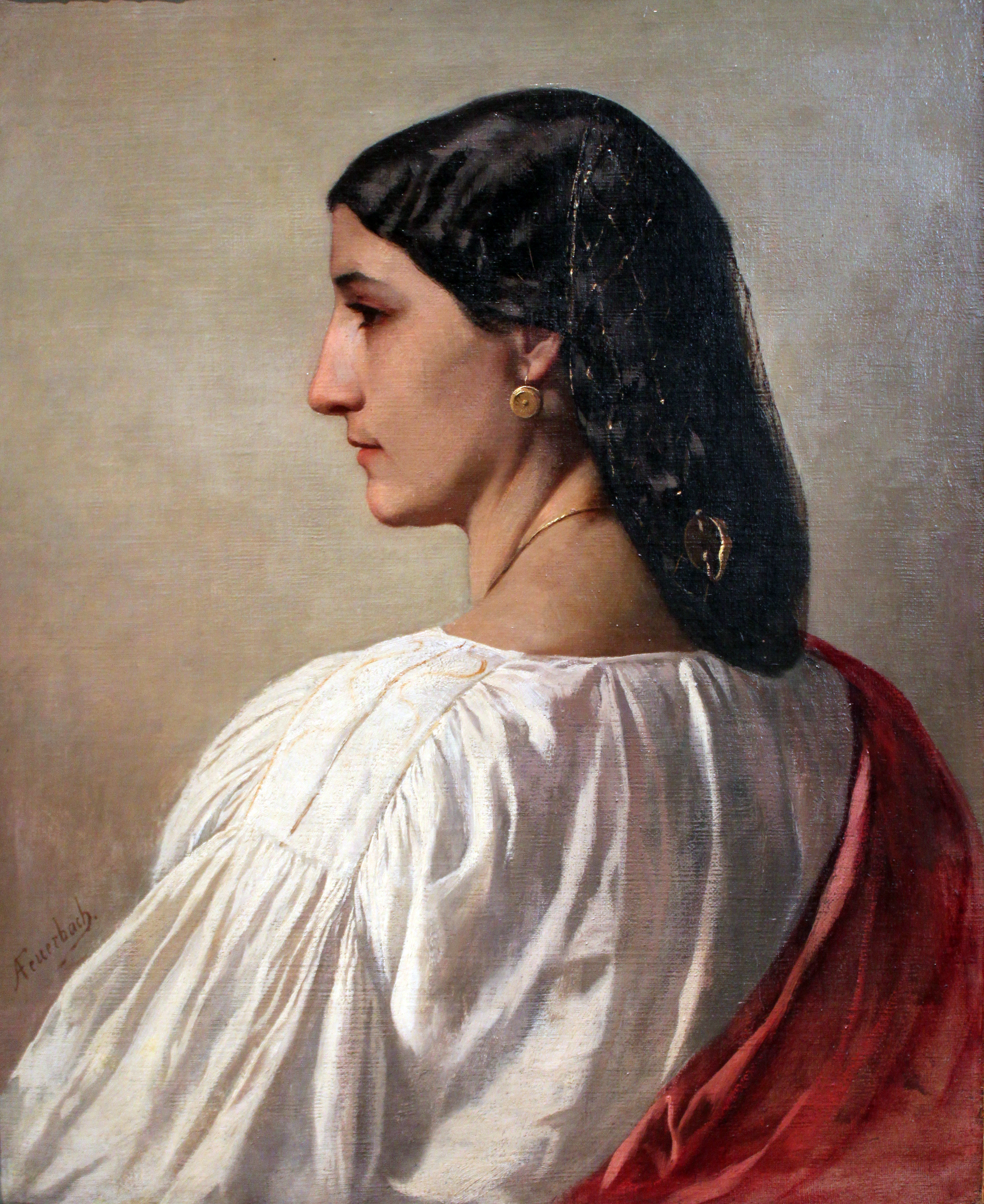
Nanna (1861)
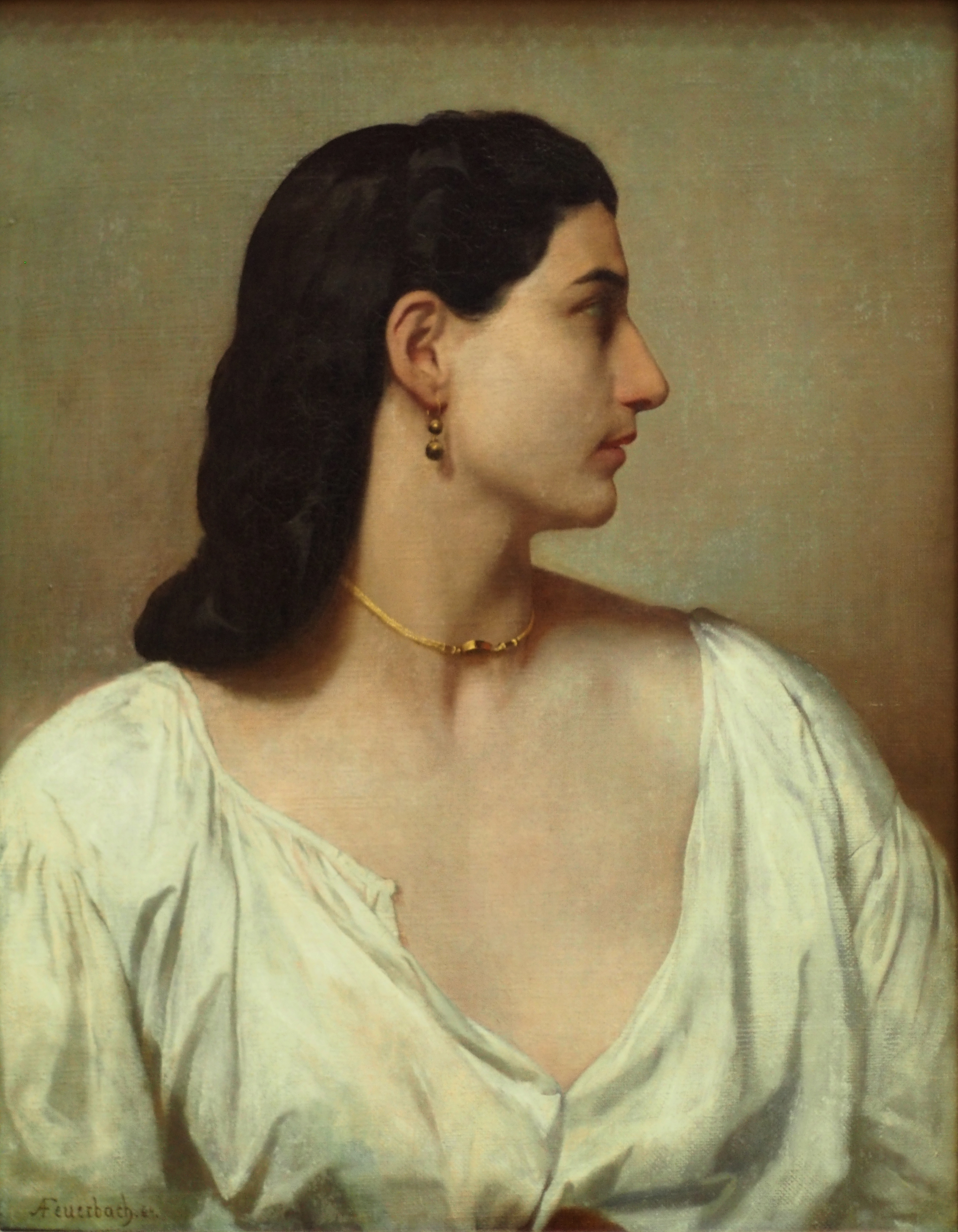
Nanna (1864)
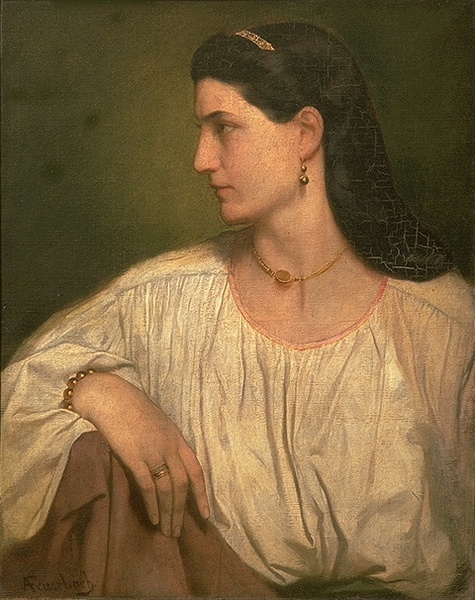
Nanna (1861)
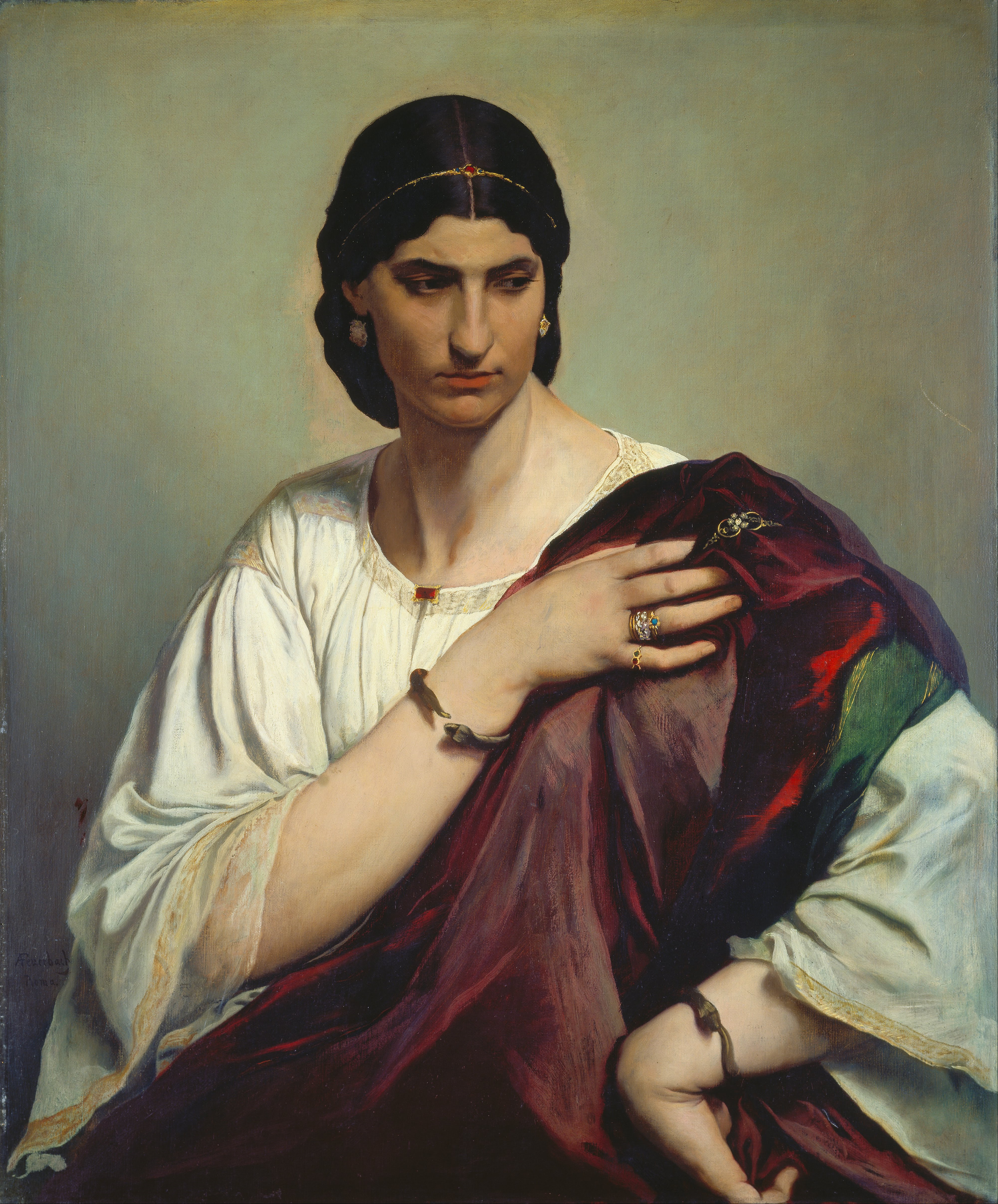
Portrait d'une Romaine (1862-1864)
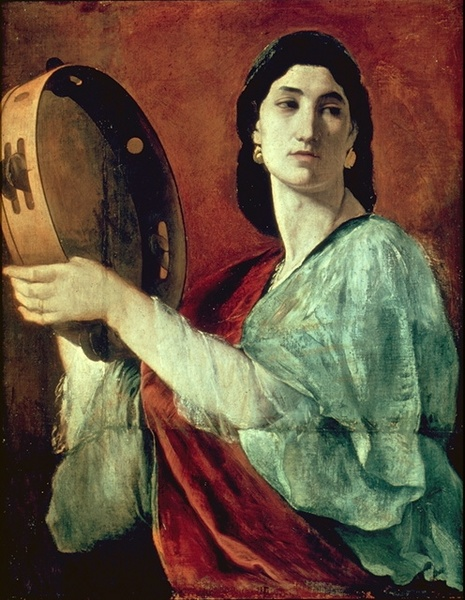
En Mirjam (1862)

### Expositions
- 2013: Nanna. Elixir d'une passion d'Anselm Feuerbach, Musée de Wiesbaden ;
- 2014: Muses de Feuerbach - Modèles de Lagerfeld, Hamburger Kunsthalle.